# Eiken
Eiken (toponimo tedesco) è un comune svizzero di 2 277 abitanti del Canton Argovia, nel distretto di Laufenburg.

## Storia
Dal suo territorio nel 1806 è stata scorporata la località di Sisseln, divenuta comune autonomo.

## Monumenti e luoghi d'interesse

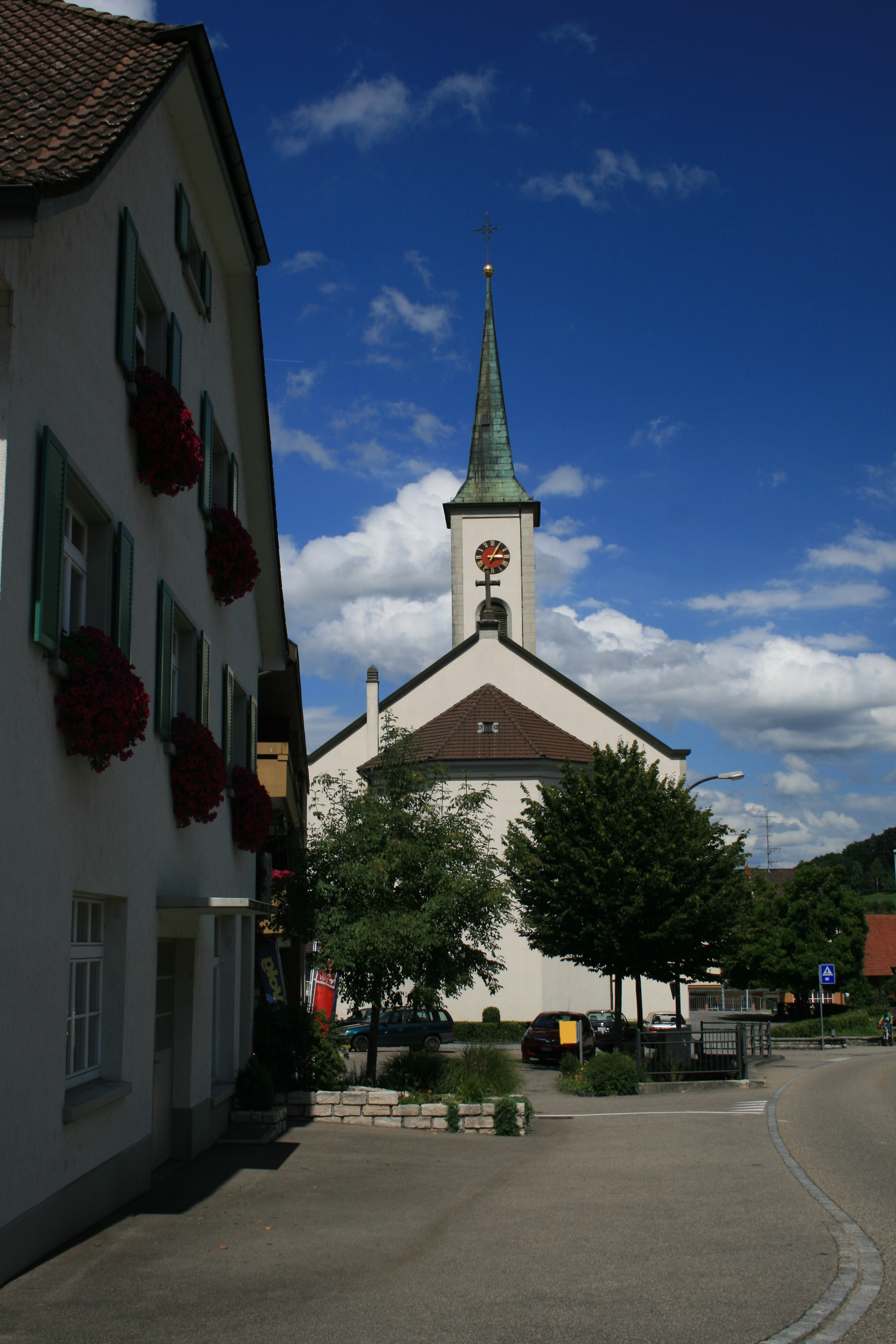
La chiesa cattolica dei Santi Vincenzo, Giuseppe e Maria

- Chiesa cattolica dei Santi Vincenzo, Giuseppe e Maria, eretta nel 1871-1873[1].

## Società

### Evoluzione demografica
L'evoluzione demografica è riportata nella seguente tabella:
Abitanti censiti

## Infrastrutture e trasporti
Eiken è servito dall'omonima stazione sulla ferrovia Bözbergbahn.

## Amministrazione
Ogni famiglia originaria del luogo fa parte del cosiddetto comune patriziale e ha la responsabilità della manutenzione di ogni bene ricadente all'interno dei confini del comune.